# MVP Ligi Mistrzów FIBA
MVP Ligi Mistrzów FIBA – nagroda przyznawana co sezon najbardziej wartościowemu zawodnikowi sezonu regularnego koszykarskiej Ligi Mistrzów prowadzonej przez organizację FIBA. Liga reprezentuje trzeci poziom międzynarodowych rozgrywek koszykarskich w Europie. Nagroda jest przyznawana od sezonu 2016/2017.
Najlepszy zawodnik rozgrywek jest wyłaniany poprzez głosowanie fanów online, przedstawicieli mediów oraz trenerów drużyn biorących udział w rozgrywkach. Wyniki głosowania każdej w wymienionych grup stanowią 1/3 wyniku końcowego.

## Laureaci
| Sezon     | Zawodnik        | Pozycja           | Nar.              | Klub          | Przypisy |
| --------- | --------------- | ----------------- | ----------------- | ------------- | -------- |
| 2016–2017 | Jordan Theodore | rozgrywający      | /                 | Banvit        | [ 1 ]    |
| 2017–2018 | Manny Harris    | niski skrzydłowy  | Stany Zjednoczone | AEK Ateny     | [ 2 ]    |
| 2018–2019 | Tyrese Rice     | rozgrywający      | Czarnogóra        | Brose Bamberg | [ 3 ]    |
| 2019–2020 | Keith Langford  | rzucający obrońca | Stany Zjednoczone | AEK Ateny     | [ 4 ]    |
| 2020–2021 | Bonzie Colson   | niski skrzydłowy  | Stany Zjednoczone | SIG Strasburg | [ 5 ]    |
| 2021–2022 | Chima Moneke    | niski skrzydłowy  | Nigeria           | Baxi Manresa  | [ 6 ]    |